# Петко Каравелово
Петко Каравелово е село в Северна България. То се намира в община Полски Тръмбеш, област Велико Търново.

## География
Селото е разположено в долината на река Янтра на 8 км южно от общинския център Полски Тръмбеш и на 30 км северно от областния център Велико Търново. През селото преминава главният път от Велико Търново за Русе и жп линията от Горна Оряховица за Русе. На север на 5 км. е село Раданово, на юг на 3 км. е с. Куцина, на изток на 12 км. – с. Стрелец и на запад на 5 км. – с. Полски Сеновец. На север и юг теренът е равнинен, а на изток и запад хълмист.

## История
В миналото селото е било турско селище известно като Одаите. Разположено на важния за търговските кервани път от гр. Габрово и гр. Велико Търново за гр. Свищов и гр. Русе в селото са съществували няколко хана (гостоприемници). Оттук идва и името на селото, от турската дума одая – стая, гостоприемница. Ханджийството процъфтява и след Освобождението. Преустановява се след откриването на жп линията Русе-Горна Оряховица. От другата страна на р. Янтра в местностите „Мечи дол“ и „Граматика“ са съществували български селища, а между тях в местността, известна сега като „Манастир тепе“ е имало манастир или параклис. Какво е станало с тези селища, не се знае, тъй като по време на Освобождението вече не са съществували и в днешно време се проучват само от иманярите.
По време на Освобождението по-голямата част от турското население заминава с отстъпващите турски войски и след подписването на мирния договор с Турция се завръщат и започват да разпродават имотите си. От този период започва заселването на българи в селото. Първите заселници са били от съседното с. Полски Сеновец, а след това и от селата Михалци, Дичин, Ресен, Сергювец (сега част от с. Първомайци, общ. Г. Оряховица), Вишовград и няколко семейства балканджии. Спрямо съседните села селото е минавало за бедно. За да се преодолее нуждата от земя, се е прибягнало до изкореняване на гори по източния бряг на р. Янтра. Главен поминък на населението били земеделието и скотовъдството. Повече от половината имоти на селото са се намирали на изток от р. Янтра, което наложило през 1926 – 1928 г. да се построи каменен мост над реката. През януари 1943 г. селото се преименува на Петко Каравелово, през 1951 г. на Сашево, през 1992 г. отново на Петко Каравелово.

## Население
Преброяване на населението през 2011 г.
Численост и дял на етническите групи според преброяването на населението през 2011 г.:
|                     | Численост | Дял (в %) |
| Общо                | 1699      | 100,00    |
| Българи             | 668       | 39,31     |
| Турци               | 982       | 57,79     |
| Цигани              | 5         | 0,29      |
| Други               | 0         | 0,00      |
| Не се самоопределят | 17        | 1,00      |
| Неотговорили        | 27        | 1,58      |

## Религии
В селото по-голямата част изповядва ислям, а останалата част православно християнство.Има действащи джамия и църква.

## Обществени институции

### Основно училище
През 1893 г. се открива начално училище, състоящо се от две класни и една учителска стая. Райко Райков от село Вишовград е първия учител в селото. Александър Георгиев и Петко Беров са главни учители в училището от 1919 до 1923 година. Минчо Моновски от село Мусина е директор от 1923 до 1930. Иван Паунов от Полски Сеновец е директор на училището от 1938 до 1946. През 1943/1944 са мобилизирани преподавателите:Димитър Ралчев и Иван Паунов. Учебната година е била прекъснава поради временните бомбардировки. Кирил Просков е директор от 1945 до 1953. Борис Кутев е директор от 1953 до 1959. В училището е открита паметна плоча на народния партизанин Йордан Марков – Сашо. През 1921 – 1922 г. се открива прогимназия от 1, 2, и 3 клас. Настаняването на прогимназията става в съществуващия край селото хан. През периода 23.04.1929 – 25.12.1930 г. е построена нова училищна сграда с осем класни стаи. През периода 1959 – 1961 г. се извършва разширение на училището и се открива 8 клас. През 1963 г. е построена и Политехническа работилница към училището. Същото носи името на Васил Левски.
През 1925 г. съществуващата жп спирка прераства в жп гара, носеща името на Петко Каравелов.
На 04.12.1926 г. се основава читалище „Постоянство“.
През 1939 г. е открита детска градина с една група деца.
През 1945 г. е електрифицирано селото.
През 1946 г. е основан физкултурен колектив с единствена дисциплина футбол, като по-късно се включват и дисциплините борба, волейбол и лека атлетика.
През 1949 г. е закупен прожекционен апарат и открит киносалон, носещ името на Никола Йонков Вапцаров.
През есента на 1949 г. е открита пощенска станция в селото.
През 1954 г. се завършва сградата на здравната служба, открита в същата година.

## Редовни събития
- Съборът на селото е в края на октомври (18 или 19 октомври), когато е празникът на църквата „Свети Иван Рилски“
- Сред почитаните празници са Коледа, Великден, Гергьовден и Тодоровден.

## Личности
- Тодор Марков (Доката) – Балкански и Републикански шампион по борба